# Ottoneum

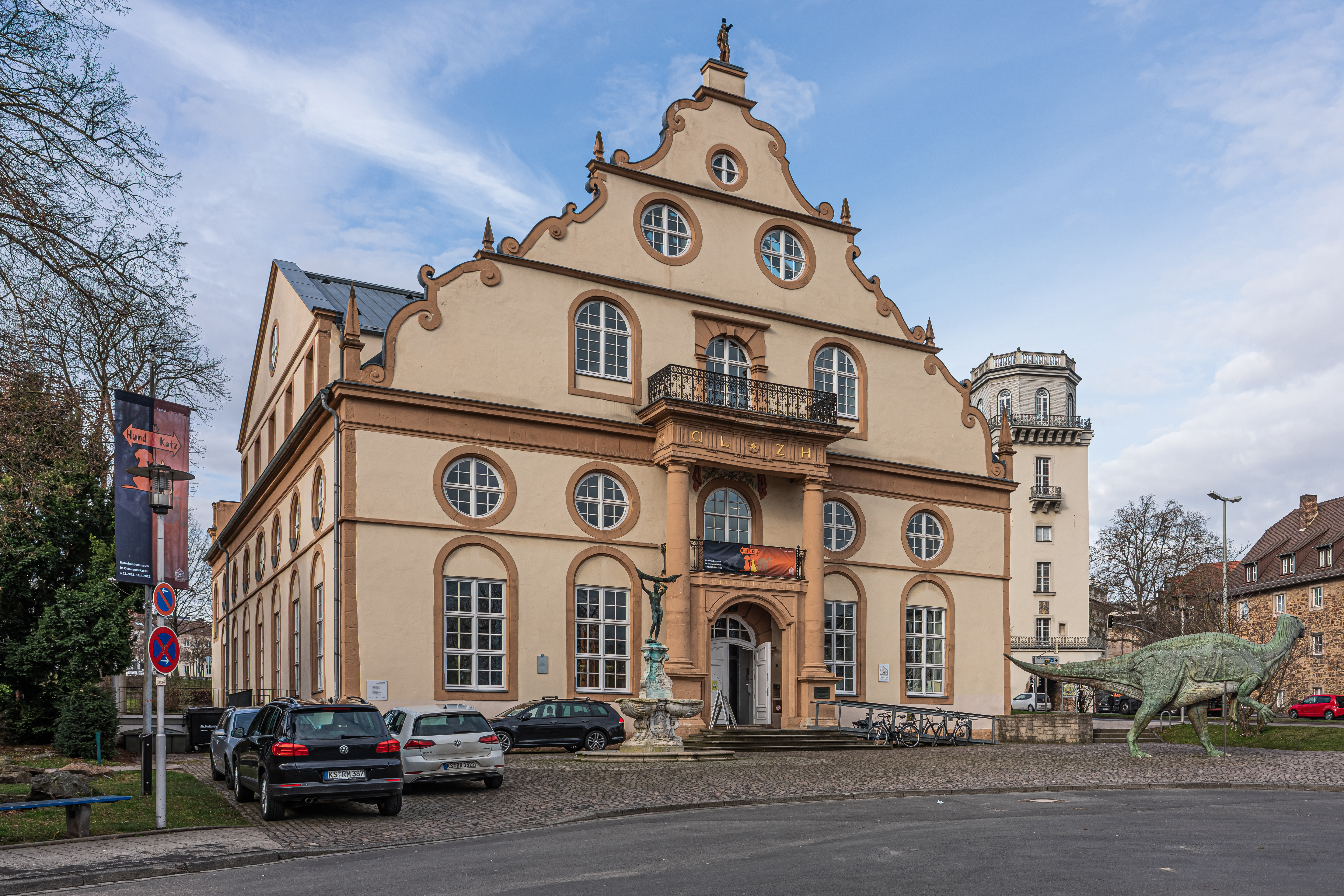
Die Vorderfront des Ottoneums, rechts davon der Zwehrenturm

Das Ottoneum in Kassel wurde als erstes feststehendes Theatergebäude Deutschlands errichtet und wird heute als Naturkundemuseum genutzt.

## Gebäudegeschichte

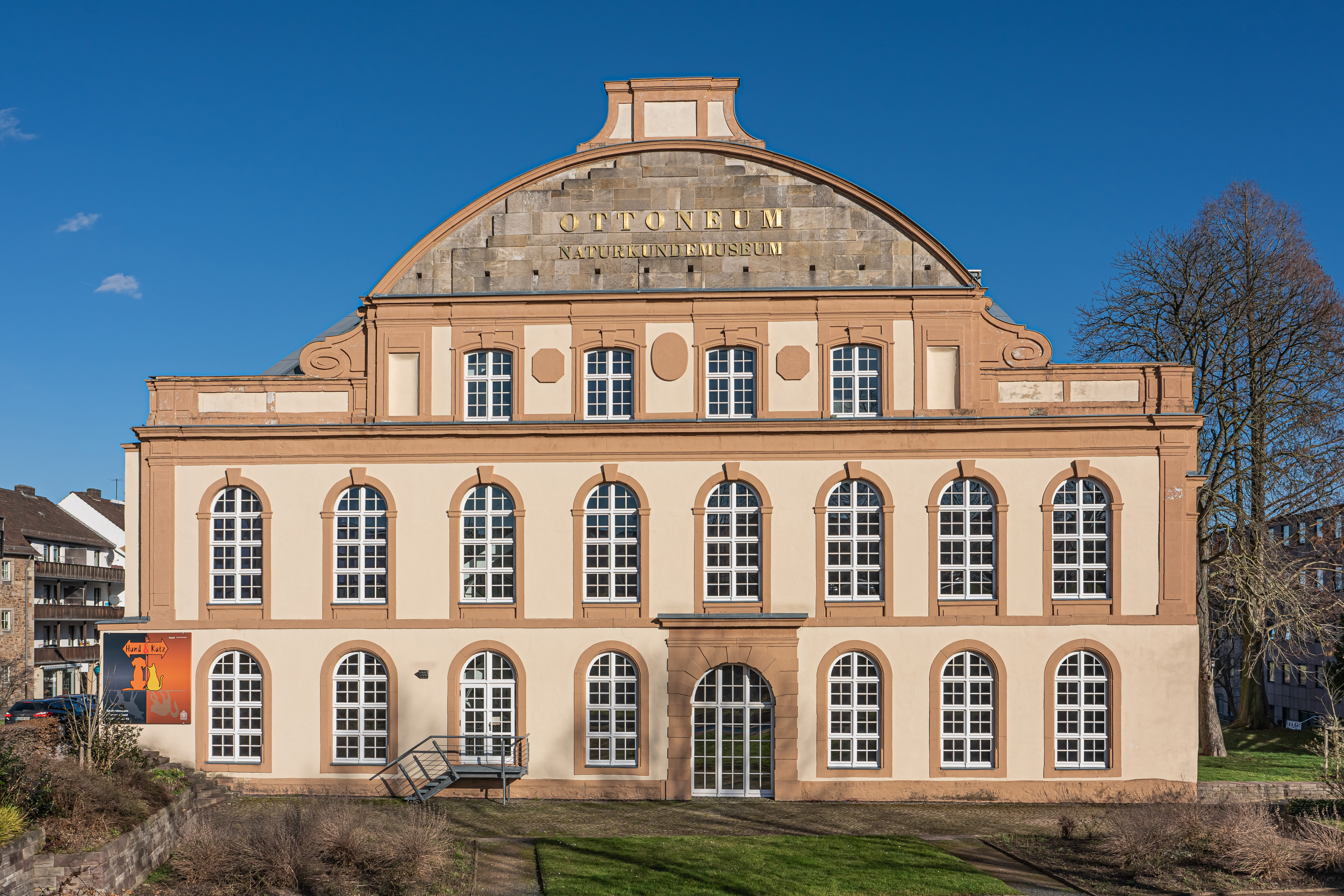
Die von Giesler umgestaltete Rückansicht des Ottoneums

Es wurde unter Landgraf Moritz in der Zeit von 1603 bis 1606 durch den Architekten Wilhelm Vernuken errichtet und nach Otto, dem Lieblingssohn des Landgrafen, „Ottoneum“ genannt. Die Grundfläche des Gebäudes ist durch ihre Trapez-Form ein Beleg für das erste massiv ausgeführte Gebäude, das die Bauaufgabe eines neuzeitlichen Theaters zu interpretieren sucht. Das Ottoneum steht in der Innenstadt von Kassel, am Steinweg, in unmittelbarer Nähe des Friedrichsplatzes direkt neben dem heutigen Staatstheater Kassel.
Das Gebäude wurde ab 1690 von dem Hofbaumeister Johann Conrad Giesler umgebaut und diente zur Aufbewahrung der landgräflichen Kunst- und Naturaliensammlung. Einige Jahre später wurde das Kunsthaus dem von Landgraf Karl gegründeten Collegium Carolinum angegliedert. Das Collegium war als Ergänzung zu den Lateinschulen gedacht und lehrte vorwiegend Naturwissenschaften.
Von 1778 bis 1806 war in dem Gebäude das Kadettenkorps der hessen-kasselschen Armee untergebracht. Anschließend diente es als Steuerstelle, Schwurgericht und Katasteramt.
Seit 1884 wird das Gebäude ausschließlich als Naturkundemuseum genutzt. 1888 kamen naturkundliche Objekte, die sich zuvor im Museum Fridericianum befanden, ins Ottoneum, da der Platz im Fridericianum nicht mehr ausreichte.
In der Nacht vom 22. auf den 23. Oktober 1943 wurde das Gebäude durch Brand- und Sprengbomben stark beschädigt; viele der Exponate, die nicht vorher ausgelagert worden waren, gingen dabei verloren.

## Naturkundemuseum im Ottoneum

### Geschichte
Bereits 1929 hatte die Stadt Kassel das „Königlich preußische Naturalienmuseum“ übernommen. Nach den Zerstörungen im Zweiten Weltkrieg wurde das Museum von der Stadt wiederaufgebaut und diente als Naturkundemuseum der Stadt Kassel. In den Jahren 1994–1997 wurde das Gebäude erneut saniert und umgestaltet. Die noch leerstehenden Räume wurden kurz nach der Sanierung als zusätzliche Ausstellungsfläche für die documenta X genutzt.
Heute finden sich auf drei Geschossen Dauerausstellungen zum „Wandel im Verständnis der Natur im Laufe von Jahrhunderten“, wobei die Exponate zum Teil aus der 400-jährigen Sammlungsgeschichte stammen. Außerdem werden in „Lebensrauminszenierungen“ aus dem geografischen Bereich des heutigen Nordhessens Situationen vom Erdaltertum bis zur Jetztzeit nachgebildet. Hinzu kommen Wechselausstellungen und besondere Programme für Kinder.
Zu den bedeutendsten Ausstellungsstücken gehört das 400 Jahre alte Herbarium Ratzenberger, das als ältestes systematisch zusammengestelltes Herbarium Europas gilt, die von Carl Schildbach angelegte, weltweit erste Holzbibliothek sowie der Goethe-Elefant, eines der ältesten präparierten Großsäugetierskelette in einem deutschen Naturkundemuseum.

### Direktoren (Auswahl)
- Hermann Schulz (1951–1965)
- Curt Hartmann (1965–1970)
- Gerhard Follmann (1970–1982)
- Franz Malec (1984–2005, von 1982 bis 1984 kommissarischer Leiter)
- Kai Füldner (seit 2005)